# Sporting Merelbeke
Sporting Merelbeke was een Belgische voetbalclub uit Merelbeke. De club sloot in 1972 aan bij de KBVB met stamnummer 7448. 
In 1988 fuseerde de club met VV Merelbeke en Union Merelbeke tot KFC Merelbeke. 

## Geschiedenis
Voor de aansluiting bij de KBVB speelde Sporting Merelbeke in het Oost-Vlaams Voetbalverbond voor Liefhebbers. 
In mei 1972 werd de overgang gemaakt naar de KBVB.
De club speelde in de Sportstraat in Merelbeke en begon in Vierde Provinciale.
In 1981 wist men daar kampioen te worden en promoveerde Sporting naar Derde Provinciale.
In 1981-1982 behaalde de club een historische derde plaats in Derde Provinciale. 
Ook de twee volgende seizoenen trad Sporting aan in Derde Provinciale, maar in 1984 betekende een vijftiende plaats degradatie naar Vierde Provinciale.
Tot de fusie met de twee buren zou Sporting Merelbeke in Vierde Provinciale spelen. In het laatste seizoen van de club werd nog een tweede plaats behaald.